# Live – För dig
Live – För dig är ett livemusikalbum från 2001 av den svenske musikern Lars Winnerbäck. Den innehåller en tidigare outgiven låt inspelad i studio: För dig.
För dig kom ut som singel den 21 september 2001.

## Låtlista
1. Elden
2. I Stockholm
3. Gråa dagar
4. En svår och jobbig grej
5. Sen du var här
6. Nån annan
7. Hugger i sten
8. Varning för ras
9. Kom ihåg mig
10. Solen i ögonen
11. Du hade tid (Cover på Ani Difranco)
12. Kom änglar
13. Röda läppar (Cover på Magnus Lindberg)
14. För dig

## Bonus-CD (Live från Bommens Salonger, Göteborg)
1. Elden
2. Kom
3. Kom ihåg mig
4. Pollenchock och stjärnfall
5. Tvivel